# Кордерс, Сейферт Хендрик
Сейферт Хендрик Кордерс (нидерл. Sijfert Hendrik Koorders; 29 ноября 1863, Бандунг, Нидерланды — 1919[…], Джакарта) — нидерландско-индонезийский ботаник и миколог.

## Биография
Сейферт Хендрик Кордерс родился 29 ноября 1863 года в городе Бандунг в Индонезии, являвшейся в то время колониальным владением Нидерландов. С 1885 года Кордерс работал в Лесной службе Голландской Ост-Индии. С 1888 года он изучал флору лесов Индонезии. В сентябре 1892 года Кордерс стал работать в Богорском гербарии и Бейтензорге (ныне — Богор). В 1895 году он отправился учиться в Европу, в 1897 году получил степень доктора философии в Боннском университете. В том же году он вернулся в Индонезию, затем продолжил работать в Гербарии. В 1906 году снова отправился в Европу из-за болезни, а в 1910 году вернулся в Бейтензорг. В 1912 году Кордерс основал Ост-Индское общество охраны природы. Сейферт Кордерс скончался в 1919 году в Батавии (ныне — Джакарта). Он был женат на Анне Шумахер (1870—1934).

## Некоторые научные работы
- Koorders, S.H. (1893). Zakflora voor Java. 120 p.
- Koorders, S.H.; Valeton, Th.; Smith, J.J. (1893—1914). Bijdrage tot de kennis boomsoorten van Java. 13 vols.
- Koorders, S.H. (1894). Plantkundig woorkenboek. 193 p.
- Koorders, S.H. (1898). Verslag eener botanische dienstreis door de Minahasa. 716 p.
- Koorders, S.H. (1907). Botanische Untersuchungen über einige in Java vorkommenden Pilze. 264 p.
- Koorders, S.H. (1908). Die Piperaceae von Java. 75 p.
- Koorders, S.H. (1911—1937). Exkursionflora von Java. 4 vols.
- Koorders, S.H. (1913—1918). Atlas der Baumarten von Java. 4 vols.
- Koorders, S.H. (1918). Botanisch overzichs der Rafflesiaceae. 124 p.
- Koorders, S.H. (1918—1923). Flora von Tjibodas. 3 vols.

## Роды, названные в честь С. Х. Кордерса
- Koordersiella Höhn., 1909
- Koordersiodendron Engl., 1898
- Koordersiochloa Merr., 1917 [syn.  Streblochaete Hochst. ex A.Rich., 1906]